# Adolf Windaus
Adolf Otto Reinhold Windaus (n. 25 decembrie 1876, Berlin, Imperiul German – d. 9 iunie 1959, Göttingen, RFG) a fost un chimist german, laureat al Premiului Nobel pentru chimie (1928).